# Olivier Meuwly
Pour les articles homonymes, voir Meuwly.
Olivier Meuwly, né le 19 mars 1963, est un historien et écrivain vaudois d'origine fribourgeoise et membre du Parti libéral-radical.

## Biographie
Olivier Meuwly est docteur en droit et ès lettres de l'Université de Lausanne,. 
Il est successivement vice-directeur de l'Union suisse des arts et métiers, chef de service à l'État de Vaud, puis adjoint au secrétariat général du Département des finances et des relations extérieures du Canton de Vaud. 
Il est également ancien chargé de cours à l'Université de Genève, ainsi que directeur de la série "Histoire" auprès de la collection Le savoir suisse (aux Presses polytechniques et universitaires romandes),.
Il est l'auteur de plusieurs ouvrages sur l'histoire vaudoise et de la Suisse, ainsi que sur l'histoire des idées et des partis politiques. Il a en outre organisé de nombreux colloques consacrés à ces thématiques, qui ont donné lieu à des publications.
Il collabore régulièrement avec divers médias de Suisse romande, dont le journal Le Temps, et tient un blog sur le site web dudit journal (auparavant hébergé chez L'Hebdo avant que ce journal ne ferme ses portes). 
Il est vice-président du Cercle démocratique Lausanne et membre du comité de la Société d'histoire de la Suisse romande.

## Publications

### Bibliothèque historique vaudoise
- Les Constitutions vaudoises 1803-2003. Miroir des idées politiques, Bibliothèque historique vaudoise, 2003, avec Bernard Voutat  (ISBN 2-88454-123-3)
- Henri Druey 1799-1855. Actes du colloque du 8 octobre 2005, Bibliothèque historique vaudoise, 2007
- Louis Ruchonnet. Un homme d’État entre action et idéal, Lausanne, Bibliothèque historique vaudoise, 2006, 477 p. (ISBN 2-88454-128-4)
- Frédéric-César de La Harpe 1754-1838, Actes du colloque des 30 et 31 octobre 2009, Bibliothèque historique vaudoise, 2011

### Presses polytechniques et universitaires romandes
- La politique vaudoise au 20e siècle : De l'État radical à l'émiettement du pouvoir, Presses polytechniques et universitaires romandes, coll. « Le Savoir suisse », 3 septembre 2003, 144 p. (ISBN 978-2-88074-576-9, présentation en ligne)
- Les penseurs politiques du 19e siècle : Les combats d’idées à l’origine de la Suisse moderne, Lausanne, Presses polytechniques et universitaires romandes, coll. « Le Savoir suisse », 24 avril 2007, 144 p. (ISBN 978-2-88074-733-6, présentation en ligne)
- Les partis politiques : Acteurs de l'histoire suisse, Lausanne, Presses polytechniques et universitaires romandes, coll. « Le Savoir suisse », 16 avril 2010, 144 p. (ISBN 978-2-88074-874-6, présentation en ligne)
- Jean-Philippe Leresche et Olivier Meuwly, Bertil Galland ou Le regard des mots, Lausanne, Presses polytechniques et universitaires romandes, coll. « Hors collection », 31 octobre 2011, 240 p. (ISBN 978-2-88074-939-2, présentation en ligne)
- 19 avril 1874 : L'audace de la démocratie directe, Lausanne, Presses polytechniques et universitaires romandes, coll. « Le Savoir suisse », 25 avril 2013, 128 p. (ISBN 978-2-88915-012-0, présentation en ligne)

### Slatkine
- La liberté cacophonique : Essai sur la crise des droites suisses, Slatkine, coll. « Suisse-événements », 2008, 220 p. (ISBN 978-2-8321-0328-9)
- Deux siècles de présence russe dans le Canton de Vaud, Actes du colloque du 11 juin 2011, Slatkine, avec David Auberson, Slatkine, 2012
- Le radicalisme à Genève au XIXe siècle. Un mouvement au pluriel, Actes du colloque du 6 novembre 2010, Slatkine, avec Nicolas Gex, 2012
- Voisinages et conflits. Les partis politiques suisse en mouvement. Actes du colloque du 17 juin 2011, avec Oscar Mazzoleni, Slatkine et NZZ Libro, 2013  (ISBN 978-2-8321-0565-8)
- 75 ans de la Paix du travail. Actes du colloque du 30 octobre 2012, Slatkine, 2013  (ISBN 978-2-8321-0572-6)

#### Passé Simple magazine
- Un jour, Simplon a rimé avec corruption, Passé simple, mensuel romand d'histoire n°8, octobre 2015
- Un futur conseiller fédéral se bat en duel, Passé simple, mensuel romand d'histoire n°13, mars 2016
- Benjamin Constant, prophète en son pays?, Passé simple, mensuel romand d'histoire n°22, février 2017
- Delamuraz, une figure de l’histoire suisse, mensuel romand d'histoire n°25, mai 2017

### Autres
- Histoire des sociétés d’étudiants à Lausanne, Université de Lausanne, 1987
- Histoire des droits politiques dans le Canton de Vaud de 1803 à 1885, thèse droit, 1990
- Aux sources du radicalisme. Les origines de la démocratie libérale, 1992
- Armée vaudoise. Évolution et démocratisation, Cabédita, 1995
- Anarchisme et modernité : Essai politico-historique sur les pensées anarchistes et leurs répercussions sur la vie sociale et politique actuelle, L'Âge d'homme, 1998, 223 p. (ISBN 978-2-8251-1091-1 et 2-8251-1091-4, lire en ligne)
- Le développement durable: critique d'une théorie politique, L'Âge d'Homme, 1999
- Liberté et société. Constant et Tocqueville face aux limites du libéralisme moderne, Genève, Droz, 2002.
- L’unité impossible. Le Parti radical suisse à la Belle Époque, Éd. Attinger, 2007
- Ferdinand Lecomte 1826-1899. Journaliste, officier et grand commis de l'État. Actes du colloque du 1er décembre 2007, CHPM et CDL, avec Sébastien Rial, 2008  (ISBN 978-2-8280-0005-9)
- Art et politique dans le canton de Vaud au XIXe siècle. Actes du colloque du 8 novembre 2008, SHSR et CDL, 2009  (ISBN 2940066-07-8)
- Vilfredo Pareto et le Canton de Vaud, Actes du colloque du 9 mai 2009, Revue européenne des sciences sociales, tome XLVIII, 2009
- Louis-Henri Delarageaz, 1807-1891, homme politique vaudois, ami de Proudhon, grand propriétaire foncier, Neuchâtel, Éditions Alphil - Presses universitaires suisses, 2011, 476 p. (ISBN 978-2-940235-76-6)
- Duel et combat singulier en Suisse romande de l'Antiquité au XXe siècle, Actes du colloque des 7 et 8 mai 2010, avec Nicolas Gex, Cabédita, 2012
- avec Pierre Bessard, Dem Schweizer Liberalismus auf der Spur. Édition Liberales Institut, Zürich 2011
- avec Oscar Mazzoleni, Die Parteien in Bewegung. Nachbarschaft und Konflikte, NZZ Libro, Zürich 2013